# Barcita polioides
Barcita polioides är en fjärilsart som beskrevs av Achille Guenée 1852. Barcita polioides ingår i släktet Barcita och familjen nattflyn. Inga underarter finns listade i Catalogue of Life.